# Argüelles (Madrid)
Argüelles es un barrio madrileño que se encuentra en el distrito de Moncloa-Aravaca. Tiene una superficie de 75,47 hectáreas. Está delimitado por las calles de Irún, Ferraz, Pintor Rosales, paseo Moret, Princesa, por la plaza de España y la cuesta de San Vicente.

## Historia

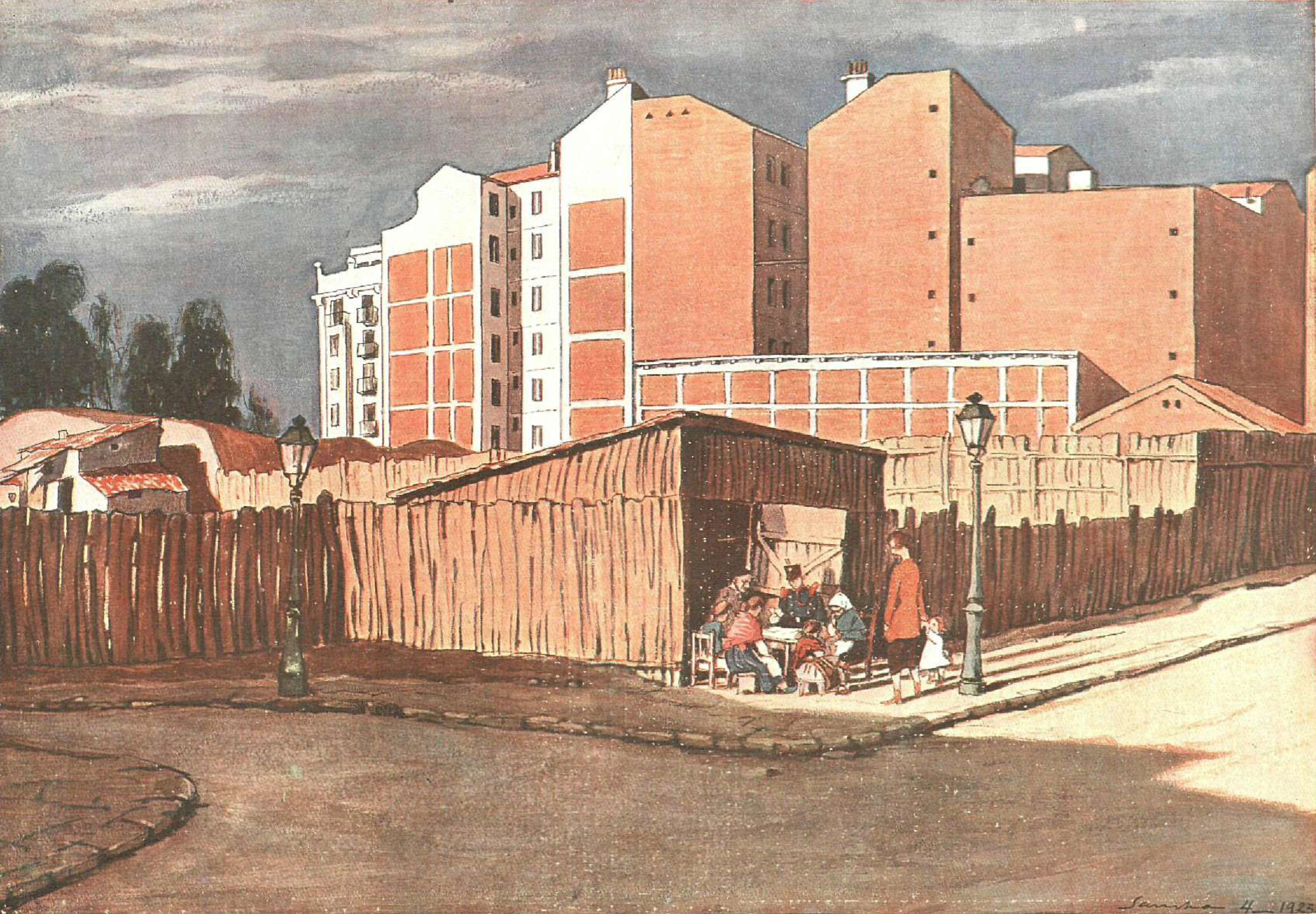
Calle de Altamirano en una ilustración de Sancha (La Esfera, 1924)

El barrio lleva el nombre de Agustín Argüelles, político asturiano del siglo XIX. 
El trazado del barrio se planteó a mediados del siglo XIX, sobre una serie de fincas y propiedades previas preexistentes en la zona.
Las primeras calles recibieron principalmente los nombres de miembros influyentes de la Corte Real.Durante el sexenio democrático se añadieron al barrio terrenos del Real Sitio de la Moncloa.

## Demografía
En el año 2006 el 10 % de la población tenía menos de 15 años, mientras que los mayores de 65 años representaban un 25 % de la población. Había 1515 mayores de 65 años que vivían solos. La población extranjera era del 15,85 %. En cuanto a la educación, un 3 % de los habitantes no tenían estudios, mientras que el 34 % tenía estudios universitarios.

## Equipamiento

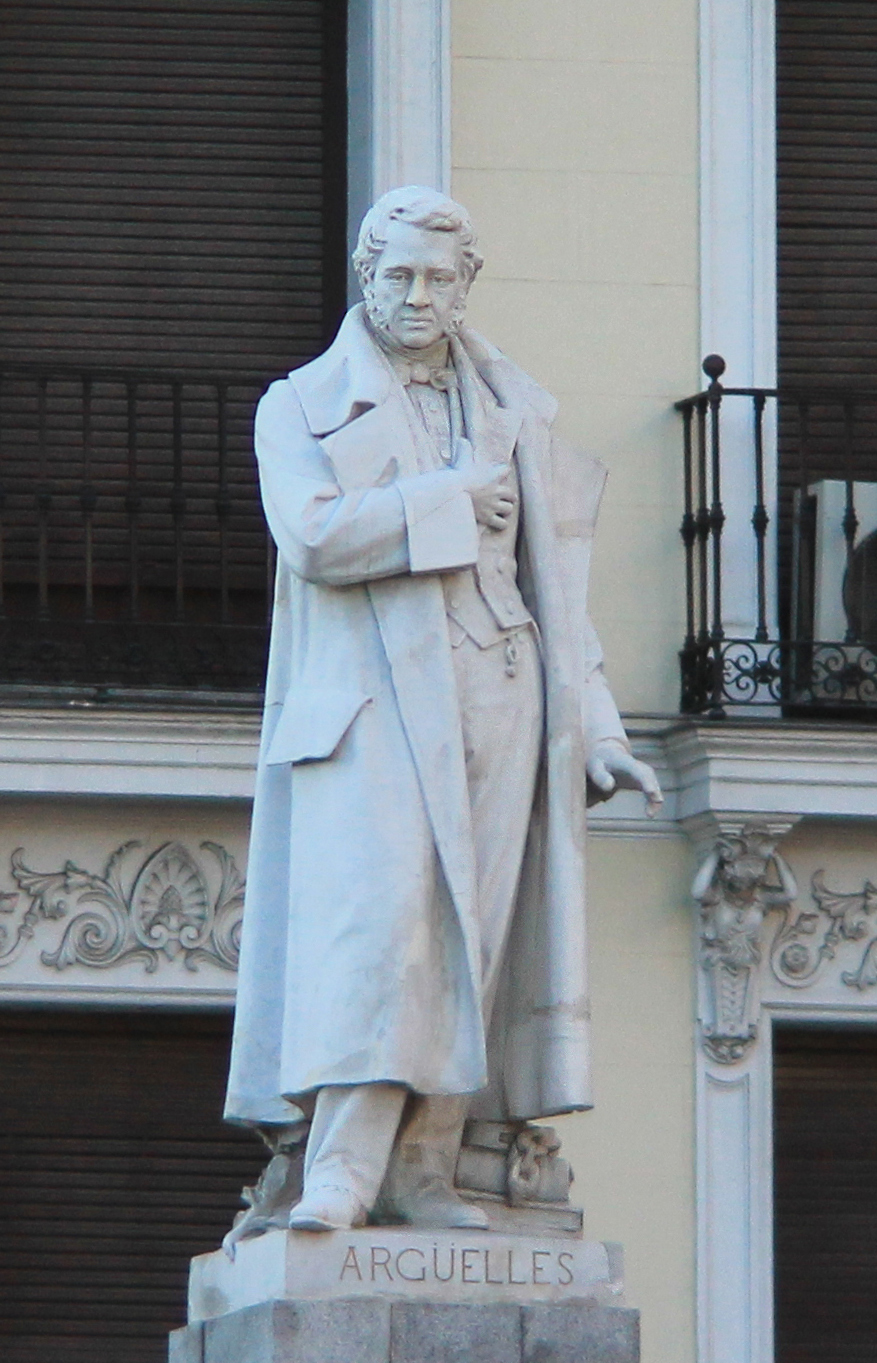
El barrio lleva el nombre del político Agustín Argüelles

Hay seis colegios en el barrio, de los cuales cinco son concertados y uno es público.
En lo referente a la sanidad pública, se encuentran en el barrio el centro de salud Argüelles y el centro de especialidades Argüelles.

## Transporte

### Cercanías Madrid
El barrio no posee ninguna estación de Cercanías, si bien el acceso a la red desde el mismo es muy sencillo. La estación de Príncipe Pío (C-7 y C-10) está a escasos metros del límite del barrio, asimismo, se puede conectar con otras estaciones como Nuevos Ministerios (C-2, C-3, C-4, C-7, C-8, C-10), Sol (C-3 y C-4) y Embajadores (C-5) a través de las líneas 3 y 6 de metro.

### Metro de Madrid / Metro Ligero
El barrio cuenta con estaciones en las líneas 3, 4, 6 y 10:
- La línea 2, a través de la correspondencia de la estación de Plaza de España.
- La línea 3 circula bajo la calle Princesa con parada en Moncloa, Argüelles, Ventura Rodríguez y Plaza de España
- La línea 4 sólo da servicio al barrio con su cabecera: Argüelles
- La línea 6 también circula por las estaciones de Moncloa y Argüelles.
- La línea 10, por su parte, da servicio a la estación de Plaza de España.

### Autobuses
| Línea | Terminales                                      |
| ----- | ----------------------------------------------- |
| 1     | Cristo Rey – Prosperidad                        |
| 2     | Manuel Becerra – Reina Victoria                 |
| 16    | Moncloa – Pío XII                               |
| 21    | Pº Pintor Rosales – Bº El Salvador              |
| 39    | Plaza de España – Colonia San Ignacio de Loyola |
| 44    | Callao – Marqués de Viana                       |
| 46    | Sevilla – Moncloa                               |
| 61    | Moncloa – Narváez                               |
| 74    | Pº Pintor Rosales – Parque de las Avenidas      |
| 75    | Callao – Colonia Manzanares                     |
| 82    | Moncloa – Pitis                                 |
| 83    | Moncloa – Barrio de la Paz                      |
| 132   | Moncloa – Hospital La Paz                       |
| 133   | Callao – Mirasierra                             |
| 138   | Cristo Rey - San Ignacio                        |
| 158   | Plaza de España - Los Cármenes                  |
| 160   | Moncloa – Aravaca                               |
| 161   | Moncloa – Aravaca Sur                           |
| 162   | Moncloa – El Barrial                            |
| 164   | Moncloa - El Pardo                              |
| C1    | Circular 1                                      |
| C2    | Circular 2                                      |
| A     | Moncloa – Campus de Somosaguas                  |
| G     | Moncloa – Ciudad Universitaria                  |
| N18   | Cibeles – Las Águilas                           |
| N19   | Cibeles – Colonia San Ignacio de Loyola         |
| N20   | Cibeles – Pitis                                 |
| N21   | Cibeles – Arroyo del Fresno                     |
| N31   | Moncloa - El Pardo                              |
| NC1   | Circular 1                                      |
| NC2   | Circular 2                                      |